# Shannonomyia brevinervis
Shannonomyia brevinervis är en tvåvingeart som beskrevs av Alexander 1929. Shannonomyia brevinervis ingår i släktet Shannonomyia och familjen småharkrankar. Inga underarter finns listade i Catalogue of Life.